# 金渡镇
金渡镇，是中华人民共和国广东省肇庆市高要区下辖的一个镇。

## 行政区划
金渡镇下辖以下地区：
金渡镇社区、榄塘村委、西头村、金渡村、五股村、冲口村委、茶岗村委、水口村委、水边村委、铁岗村委、黄坑村委、耕沙村委、腰岗村委、大坑村委、平布村委和砚坑村。